# Дифенилкарбазид
Дифенилкарбазид — (1,5-дифенилкарбогидразид, H4R) химическое соединение из класса карбазидов. Индикатор. Имеет структурную формулу, схожую с дифенилкарбазоном и легко в него окисляется.

## Свойства
Дифенилкарбазид — белые, твёрдые кристаллы, плохо растворимые в воде, но хорошо растворимые в органических растворителях. На свету и на воздухе окисляется, превращаясь в дифенилкарбазон, при этом розовея.

## Применение
Используется для фотометрического определения соединений, содержащих Cr+VI, Hg, Cd, Os, Rh, Tc и др.